# Das Girl von der Revue
Das Girl von der Revue ist ein deutscher Revue-Stummfilm aus dem Jahre 1928 von Richard Eichberg mit Dina Gralla in der Titelrolle. Die männliche Hauptrolle spielte Werner Fuetterer. Die Geschichte basiert auf einer Idee von Alfred Halm.

## Handlung
Berlin in den wilden 1920er Jahren. Kitty, eine Revuetänzerin der berühmten Taylor-Girls, ist bei den Herren sehr beliebt. Auch Graf Axel Holm und sein Vetter Baron Erik Lund zeigen großes Interesse an ihr, doch weiß sich die junge Dame stets geschickt deren Nachstellungen zu entziehen. Axels Onkel Graf Roderich Holm ist vom gesellschaftlichen Umgang seines Neffen nicht sonderlich begeistert und reist daher in die Hauptstadt an, um vor Ort nach dem Rechten zu sehen und eine Verpaarung Axels mit Kitty, dem titelgebenden Girl von der Revue, zu verhindern. Da er in seinem Handeln stets ziemlich ungeschickt ist, erreicht er genau das Gegenteil und führt Kitty und Axel zusammen.
Zur Hochzeit werden sowohl die vornehme Verwandtschaft des jungen Attachés als auch die etwas flippigen Girls-Kolleginnen Kitty eingeladen. Die jungen Mädchen führen unbekümmert ihre Tanzkünste vor, was dazu führt, dass einige Vertreter der „feinen Gesellschaft“ indigniert das Hochzeitsfest verlassen. Aufgrund dieser Tatsache kommt es zwischen den beiden frisch Vermählten sogleich zum ersten Streit. Wütend verlässt Axel das Haus und begibt sich, um sich abzulenken, zu einem Maskenball. Dort fällt ihm sogleich ein hübsches, gut gebautes junges Mädchen auf. Beide flirten miteinander und ziehen anschließend von dannen. Mit verbundenen Augen nimmt die Unbekannte ihn zu sich nach Haus. Dort darf er endlich die Augenbinde abnehmen. Axel glaubt, seinen Augen nicht zu trauen: Er befindet sich in seinem eigenen Schlafzimmer. Kitty war ihm nämlich nach dem Streit heimlich gefolgt, hatte sich maskiert und so ihren Gatten gleich ein zweites Mal für sich erobert.

## Produktionsnotizen
Das Girl von der Revue entstand Anfang 1928 in den UFA-Studios von Neubabelsberg, passierte am 5. April 1928 die Filmzensur und wurde am 27. Juli desselben Jahres in Berlins UFA-Palast am Zoo uraufgeführt. Die Länge des mit Jugendverbot belegten Sechsakters betrug 2474 Meter.
Franz Seemann und Bruno Lutz gestalteten die Filmbauten.

## Kritik
In Die Stunde heißt es: „Diese Handlung ist mit originellen, lustigen Szenen durchsetzt. (…) Die Regie Richard Eichbergs ist zielbewußt und pointenreich wie immer.“